# Siège de Lattaquié
Guerre civile syrienne
Batailles
Le siège de Lattaquié a lieu du 13 au 19 août 2011, lors de la guerre civile syrienne. Elle débute par une offensive de l'armée syrienne visant à réprimer les manifestations anti-gouvernementales.

## Prélude
Les 26 et 27 mars 2011, des violences secouent Lattaquié, faisant au moins 15 morts et 185 blessés,,.
Des manifestations réclamant la chute du régime de Bachar el-Assad secouent ensuite la ville. Plusieurs quartiers de la cité portuaire, dont celui de Salibïa dans le centre et ceux d'al-Raml al-Filistini et d'al-Chaab au sud, sont le théâtre de mouvements de contestation.

## Offensive loyaliste
Le 13 août, la marine syrienne et des chars de l'armée bombardent les quartiers sunnites d'al-Raml et de Qniniss, à Lattaquié,, et le lendemain, l'armée lance une offensive dans cette ville. Des mitrailleuses montées sur des chars tirent sur la foule en train de manifester pacifiquement sur la place principale du quartier d'al Raml al-Filistini. L'armée est épaulée par les chabiha.
Selon l'Observatoire syrien des droits de l'homme (OSDH), au cours de opérations 700 agents de sécurité mènent des perquisitions dans le quartier d'Al-Raml al-Jounoubi et arrêtent plusieurs militants sur la base de listes. 
Le soir du 16 août, l'armée tire à balles réelles pour disperser une foule 2 000 manifestants rassemblée devant la mosquée al-Hussein.

## Les pertes
L'Union de coordination de la révolution syrienne affirme le 14 août qu'au moins 24 personnes ont été tuées par l'armée à Lattaquié. Ammar Qourabi, chef de l'Organisation nationale des droits de l'Homme, donne quant à lui un bilan de 26 morts, causés par les tirs des chars et des navires.
Sana, l'agence de presse officielle du régime syrien, fait quant à elle état de la mort de deux policiers et de quatre hommes « en armes » qui « faisaient usage de mitrailleuses et d'explosifs lancés du haut des toits ».
À la date du 17 août, l'Office de secours et de travaux des Nations unies pour les réfugiés de Palestine dans le Proche-Orient (UNRWA) fait état de la mort de trois personnes du camp de réfugiés palestinien de Raml.
Le 16 août, le groupe Avaaz confirme la mort de neuf personnes à Lattaquié Selon des opposants, de nombreux civils qui tentaient de quitter la ville étaient retenus par les soldats. Des shahibas furent accusés de pillage de magasin et aussi d'enlever les traces des combats.
Le 18 août, un médecin travaillant dans la ville, témoigne de la détention de civils dans un stade et de l'attaque de la marine syrienne. Selon celui-ci, depuis le 14 août, plus de 50 personnes seraient mortes dans la ville. Il pense que les sunnites et les Palestiniens seraient les plus touchés.